# Битка код залива Бантри
Битка код залива Бантри одриграла се 11. маја 1689. године енглеске и француске војске. Битка је део Деветогодишњег рата и завршена је победом Француске.
Енглеску ескадру предводио је адмирал Артур Херберт, а француску адмирал Франсоа Луј Рузелет, маркиз од Шатореноа. Француску ескадру од 24 линијска брода и 2 фрегате која је допратила конвој са 6000 војника и ратним материјалом за протераног енглеског краља Џејмса II , Енглези су напали са 18 линијских бродова и фрегатом, 1 брандером и 2 бомбарде. Бој у коме је свака страна изгубила по 1 линијски брод, вођен је око 6 часова у паралелним курсевима. Искрцавши трупе и ратни материјал, француски адмирал је с конвојем отпловио за Брест, наводно због тога што га потчињени команданти нису у боју подржавали. Одлазак Француза омогућио је Енглезима да прекину прекоморске везе Џејмса II са његовим присталицама у Шкотској.